# Love 'Em and Weep
Love 'Em and Weep är en amerikansk stumfilm från 1927 regisserad av Fred Guiol.

## Handling
Affärsmannen Titus Tillsbury är gift och umgås i fina sällskap. Han pratar därför inte om sitt förflutna, särskilt inte om sin gamla flickvän i ungdomen som en dag dyker upp i syfte att avslöja hans forna liv och förstöra både hans äktenskap och karriär.

## Om filmen
I filmen medverkar Stan Laurel och Oliver Hardy som senare kom att bli kända som komikerduon Helan och Halvan, men som här inte uppträder som duo.
Handlingen i filmen återanvändes i Helan och Halvans senare ljudfilm Helan och Halvans förflutna som utkom 1930 där Mae Busch spelar samma roll, varav några detaljer återanvändes i stumfilmen Kopparslagare som utkom 1927 och Objudna gäster som utkom 1931 där duon medverkar i båda filmerna, i den sistnämnda som duo.
Filmen har givits ut på DVD och Blu-ray.

## Rollista (i urval)
- James Finlayson – Titus Tillsbury
- Mae Busch – flickvännen Peaches
- Stan Laurel – Romaine Ricketts
- Charlotte Mineau – mrs. Angie Tillsbury
- Charlie Hall – betjänten
- Oliver Hardy – mr. Chigger
- May Wallace – mrs. Chigger
- Chet Brandenburg – servitör
- Ed Brandenburg – chaufför[1]